# Рамбо Амадеус
Ра́мбо Амаде́ус (англ. Rambo Amadeus, справжнє ім'я — Анто́ніє Пу́шич (серб. Антоніјe Пушић); нар. 14 червня 1963 року, Котор, Чорногорія) — ex YU джаз-музикант.

## Біографія
Сценічне ім'я виконавця сформовано з прізвища Джона Рембо і другого імені Вольфганга Амадея Моцарта.
Рамбо Амадеус представив свою країну на щорічному пісенному конкурсі Євробачення 2012, у першому півфіналі, який відбувся в Баку, з композицією «Euro Neuro», яка була виконана англійською мовою. За результатами голосування співак не вийшов до фіналу.

## Дискографія

### Студійні альбоми
- 1988 — O tugo jesenja, PGP RTB
- 1989 — Hoćemo gusle, PGP RTB
- 1991 — Psihološko propagandni komplet M-91, PGP RTB
- 1995 — Muzika za decu, B92
- 1996 — Mikroorganizmi, Komuna
- 1997 — Titanik, Komuna
- 1998 — Metropolis B (tour-de-force), B92
- 2000 — Don't happy, be worry, Metropolis (випущено як Čobane vrati se у Словенії та Хорватії лейблом Dallas Records)
- 2005 — Oprem Dobro, B92
- 2008 — Hipishizik Metafizik, PGP RTS
- 2015 — Vrh Dna, Mascom Records

### Міні-альбоми
- 2008 — Yes No, Hip Son Music/Tunecore

### Концертні альбоми
- 1993 — Kurac, Pička, Govno, Sisa Gema & DE
- 1998 — Koncert u KUD France Prešeren, Vinilmanija
- 2004 — Bolje jedno vruće pivo nego četri ladna, Metropolis

### Збірки
- 1994 — Izabrana dela, PGP RTS
- 1998 — Zbrana dela 1, Vinilmanija
- 1998 — Zbrana dela 2 , Vinilmanija